# Sodnomdashiin Batbold
Sodnomdashiin Batbold (19 de julio de 1989) es un luchador mongol de lucha libre. Ganó una medalla de bronce en Campeonato Asiático de 2016. Consiguió un séptimo puesto en Universiada de 2013. Tercero en Campeonato Mundial Universitario de 2012.